# گیوه

یک نمونه گیوه در موزه مردم‌شناسی کرمانشاه

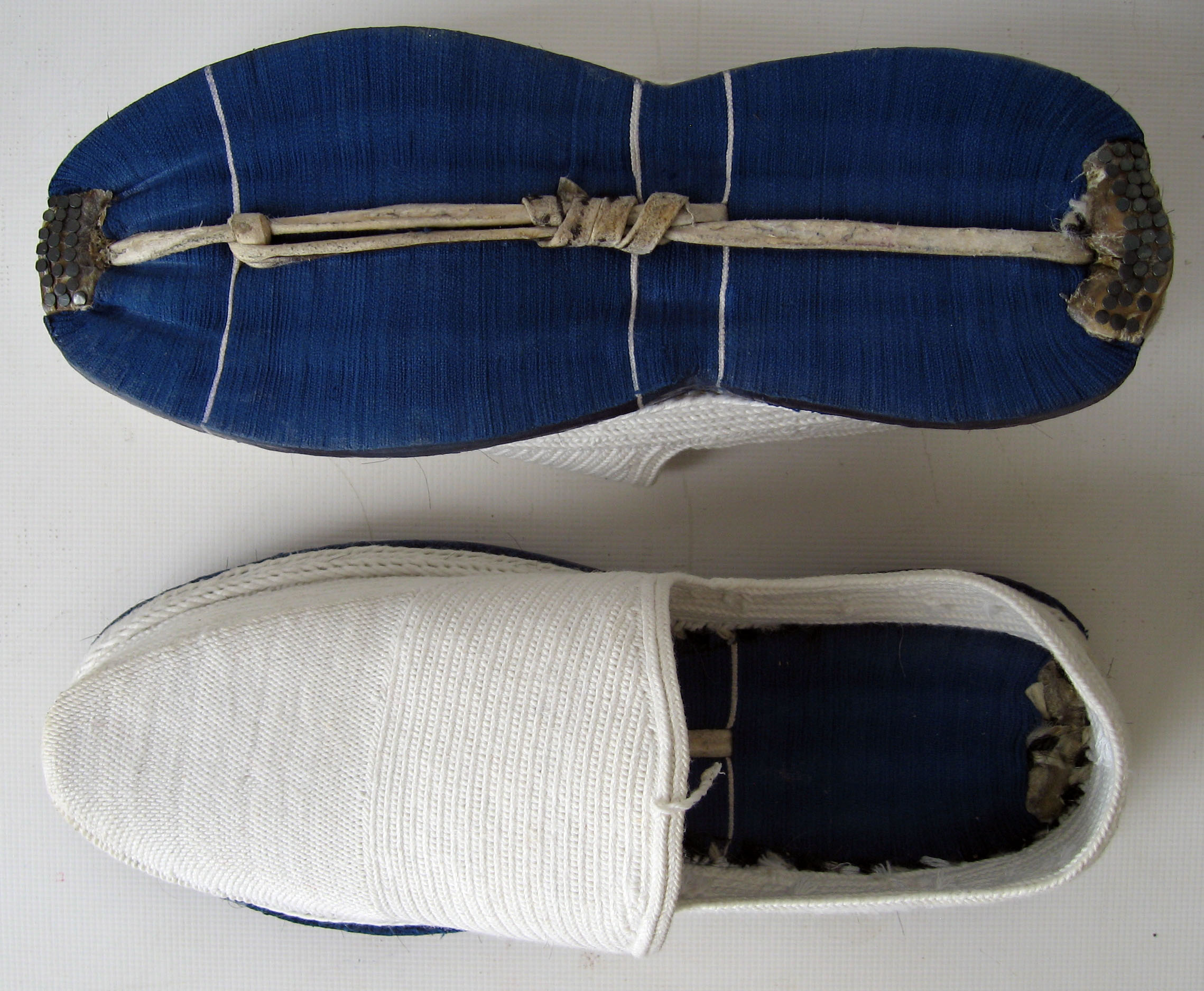
کلاش (گیوه) کُردی

گیوه نوعی پاپوش تابستانی، سبک، بادوام و مناسب برای راهپیمایی‌های طولانی، دارای قدمت طولانی در میان مردم ایران است و در نقش برجسته‌های دوران هخامنشی همچون تخت جمشید و کاخ اپادانا نیز دیده می‌شود.  گیوه در اصل در میان مردم زاگرس نشین به ویژه مردان اقوام کرد و لر رواج دارد و از جمله صنایع دستی استان‌های مرکزی (شهرهای اراک و سنجان)،  لرستانچهارمحال و بختیاری، کردستان، کرمانشاه، همدان، ایلام، فارس، همدان، قزوین ،زنجان ایلام کرمانشاه، و آذربایجان غربی است. همه مراحل ساخت این پاپوش، دستی است و عموماً از نخ قالی، نخ ابریشم و کف آن از پارچه، چرم یا لاستیک است. کرد به گیوه کلاش و لُرها به گیوه آژیه یا کِلاش می‌گویند. بر اساس شواهد تاریخی، قدمت این پاپوش به دوران هخامنشی بازمی‌گردد و در نقش‌برجسته‌های تخت جمشید نیز دیده می‌شود. در گذشته، گیوه بیشتر توسط روستاییان و کشاورزان استفاده می‌شد، اما امروزه به دلیل زیبایی و کیفیت، به عنوان یک کفش سنتی و هنری مورد توجه گردشگران و علاقه‌مندان به صنایع دستی قرار گرفته است.

## جنس گیوه
مواد تشکیل داده گیوه نخ پنبه‌ای، نخ قالی و نخ ابریشم (در شهرستان آباده استان فارس اصطلاحاً تنه نامیده می‌شود) و ضایعات چرم است. رویه گیوه بدست زنان و توسط انواع سوزن‌ها (به جز سوزن خیاطی) و جوالدوز بافته می‌شود و قسمت کف گیوه (زیره) نام دارد که از جنس پارچه، چرم یا لاستیک می‌باشد.
کف گیوه (زیره) از نظر جنس سه نوع می‌باشد:
یکی از انواع آن پارچه است که جنس پارچه باید از پنبه باشد و به غیر از پنبه، نمی‌توان آن را درست کرد. (تختی که از پارچه تهیه می‌شود، هر چه پارچه کهنه باشد تخت آن مرغوب تر است) تختی که پارچه در ساختمان آن بکار رفته در فرهنگ آباده به آن شیوه می‌گویند. این نوع تخت از نظر کیفیت در سطح بالایی قرار گرفته.
دومین نوع آن چرم است که کیفیت آن به مراتب بهتر از پارچه است.
سوم استفاده از زیره‌های صنعتی یا پیو که علاوه بر سبکی کیفیت نسبتاً بهتری در مقایسه با پارچه دارد.

## اهمیت
در مناطق کوهستانی به دلیل وجود گذرگاه‌هایی که عبور از آنها سخت و دشوار است و کم بودن راه‌های ارتباطی ماشین رو، نوع معیشت مبتنی بر دامداری و کشاورزی و ضرورت تحرک فراوان در فصول سه‌گانه بهار و تابستان و پائیز (که فصل‌های کار هستند) پاافزاری را می‌طلبد که سبک، راحت، مقاوم، خنک و در عین حال ارزان باشد. خود منطقه عشایری، روستائی و جوامع نیمه شهری با امکانات موجود منطقه قادر به تولید آن باشند، و تا حدی خودکفا بوده و تا حد خود مصرفی بتوانند به تولید آن اقدام کنند.
پا افزاری چون گیوه بهترین پاسخگو برای تمامی این نیازها بوده و هنوز هم می‌تواند باشد زیرا:
1. مواد اولیه کف آن تماماً در منطقه موجود است.
2. ابزار کار ساده است و به راحتی می‌توان آن را تهیه کرد.
3. بخش عظیمی از زنان منطقه را که در زمینه کارهای تولیدی مسلط منطقه قادر به فعالیت نیستند فعال می‌کند.
4. در صورت تولید بیشتر می‌تواند حوزه آن به خارج از محدوده خود نیز کشیده شود و به جای اینکه با خروج مواد اولیه غذائی، نیازهای دیگر تأمین گردد، مواد غذائی برای اهالی باقی بماند، نوع تغذیه کامل گردد، از مقدار بیماری‌های ناشی از سوءتغذیه کاسته شود، نیروی بیشتری صرف تولیدهای مسلط منطقه گردد، راه سیاست خودکفائی بازتر شود، و نیازهای مصرفی منطقه از این راه تأمین گردد.

## مواد و ابزار تولید
تولید گیوه در روستاهای منطقه بیشتر به نوع خاصی از گیوه مربوط می‌شود که تخت آن کهنه‌ای است و به نام گیوه «زیره ای» یا «کلاش» شهرت دارد. شهر «نودشه» و روستای «حجیج» در هورامان لهون از مراکز قدیمی و مهم تولید این نوع گیوه بوده است. امروزه روستای دل با جمعیتی حدود ۱۵۰۰ نفر نزدیک به ۲۰۰ کارگاه گیوه بافی دارد. امروزه صدها نفر از زنان منطقه هورامان در شهرهای پاوه ونودشه و نوسود و حتی مریوان و تمام روستاهای هورامان به کار گیوه بافی وگیوه چنی مشغول می‌باشند. آن طور که از قرائن پیدا است، گیوه برای اولین بار در شهر نودشه درست شده است و از آنجا به طویلهٔ عراق و روستای هجیج رفته است. به‌طوری‌که می‌توان شهر نودشه را زادگاه کلاش دانست.

### مواد اولیه

#### مواد محلی (هورمان)
بخشی از مواد اولیه مورد مصرف در گیوه کشی در محل تهیه می‌شود و بخشی نیز از نقاط دیگر آورده می‌شود.
موادی که در محل تهیه می‌شوند:
- پوست گاو که به صورت نوارهای باریک در کف گیوه به کار می‌رود و از روستاهای اطراف و بخصوص «اسپریس» می‌آورند.
- پیه برای اینکه به درفش‌ها یا نوارهای باریک پوست مالیده شود و ضمن کار اصطکاک را از بین ببرد.
- نری گاو برای نصب در نوک و انتهای گیوه که بعد خشک شدن حالت شاخی پیدا می‌کند و استحکام گیوه را افزایش می‌دهد.
- نخ تابیده شده از موی بز برای بخیه کاری دور تخت گیوه که رویه گیوه به آن بافته می‌شود؛ ولی چون مواد تولید شده در محل بخصوص در روستای نودشه که تولید زیاد است کفاف مصرف کار را نمی‌دهد، کمبود آن را از نقاط دیگر بخصوص از روستاهای اطراف چهارمحال و بختیاری شهرهای کرمانشاه، سنندج، همدان و … تهیه می‌کنند.

#### موادی که از خارج محل (هورمان) تهیه می‌شود
- رنگ، برای رنگ کردن پارچه‌های کف گیوه، که معمولاً از کرمانشاه، سنندج، تهران و اصفهان آورده می‌شود.
- پارچه نازک نخی، برای درست کردن فیته‌های کف گیوه، که از ملافه‌های کهنه بیمارستان‌های شهرهای دور و نزدیک آورده می‌شود.
- کتیرا، برای آهار دادن و منسجم کردن فیتله‌های کف گیوه که بیشتر از سنندج می‌آورند.
- نخ تابیده شده (نخ قرقره) برای بافتن رویه گیوه که از کرمانشاه و اصفهان آورده می‌شود.
- میخ سیاه بنفش برای کف گیوه، که از شهرهای نزدیک تهیه می‌شود.

#### مواد آماده
پاره‌ای از این مواد را گیوه کشان بدون اینکه کاری روی آن انجام دهند به کار می‌برند مثل پیه، نخ قرقره، چرم دباغی شده گاومیش (که فقط دوربری می‌شود)، رنگ (رنگ شیمیائی آماده شده در کارخانه) کف‌های پلاستیکی که در کارخانه‌های تهران تهیه می‌شود، میخ سیاه بنفش، کتیرا (که فقط در آب می‌خیسانند)، چسب و نخ قرقره. روی پاره‌ای دیگر از مواد استادکاران و کنندگان کار فعالیت‌های اولیه‌ای انجام می‌دهند تا در گیوه کشی قابل استفاده باشد که عبارتند از:
- پوست، که باید ابتدا خشک و سپس رشته رشته و در پایان موزدائی و سپس پیه مالی شود.
- نری گاو، که باید ابتدا پوست کنی، سپس خشک، دوباره اندکی نمدار و سپس قطعه قطعه شود.
- پارچه نخی که باید ابتدا رنگ و سپس رشته رشته و بعد از آن تبدیل به فیتله شود.
- موی بز، که در پاره‌ای موارد توسط زنان تابیده شده و تبدیل به ریسمان‌های نازکی می‌شود یا اینکه به‌طور کلی از روستاهای اطراف تهیه می‌گردد.

## انواع گیوه

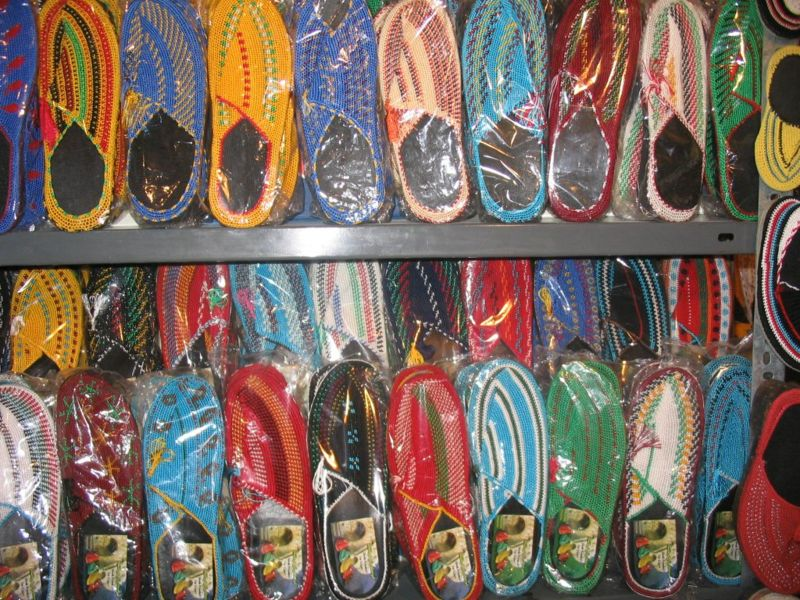
کلاش کردی کرمانشاه

در استان کرمانشاه و کردستان بافت پنج نوع گیوه معمول است که شامل: گیوه زیرپارچه ای، گیوه تخت آجیده، گیوه تخت چرمی، گیوه تخت لاستیکی و گیوه رویه ابریشمی است.
گیوه زیرپارچه ای؛ در پاوه و در منطقه اورامانات گیوه کشی و تولید گیوه زیره پارچه‌ای مرسوم است و در روستاهای[[ هجیج و نودشه]] که از مراکز قدیمی و مهم تولید این نوع گیوه می‌باشد تولید می‌شود. کار گیوه کشی در دو مرحله کارگاهی و خانگی انجام می‌شود اعمال کارگاهی آن درمغازه‌ها و با ابزارهای گوناگون و همیشه بدست مردان انجام می‌گیرد و کلاً مربوط به تخت گیوه است و به علت اینکه ساختن زیر گیوه مستلزم نیروی زیاد و مهارت کافی می‌باشد و یک کار فنی و تخصصی و سنگین است فقط توسط مردان انجام می‌گیرد. عملیات خانگی بر روی رویه توسط زنان و مردان انجام می‌گیرد و ابزار آن فقط یک سوزن است. همچنین نوعی گیوه به نام گیوه هورامی اورامانات کرمانشاه توسط گیوه بافان هورامان با تکه‌های پارچه به هم دوخته شده با روده دام به هم بافته می‌شود.
گیوه تخت آجیده (ملکی)؛ گیوه‌ای است کف تخت آن با نخ پرک آج خورده است و از استحکام زیادی برخوردار است در زمستان و تابستان و روی یخ و سنگ محکم به زمین می‌چسبد و در شرایط طبیعی منطقه و نوع فعالیت کوهستانی کارایی دارد. زیره این تولید توسط سه کارگر زن تولید می‌گردد. یک نفر دور گیوه را می‌بافد کارگر دوم رویه گیوه را می‌بافد و کارگر سوم دم گیر یا شیرازه که از قسمت تکمیلی گیوه می‌باشد را می‌بافد. پس از تکمیل زیره، رویه آن توسط زنان و با سوزن چیده می‌شود این گیوه در قدیم در شهرهای تویسرکان و نهاوند که جز استان همدان بودند متدوال تر بود، و یکی از مهم‌ترین منطقه‌های تولید این گیوه در قدیم شهر کرمانشاه بوده که این پایه افزار به گیوه ملکی معروف است.
گیوه تخت چرمی؛ این گیوه به‌تدریج جایگزین گیوه تخت آجیده شده و کف آن یک تکه از چرم گاومیش است که به اندازه پا در سایزهای مختلف بریده می‌شود و رویه آن همچون گیوه‌های دیگر سوزنی است.
گیوه تخت لاستیکی؛ از حدود نزدیک به ۱۵۰ سال قبل به دلیل ارزانی و تخت محکم لاستیک از لاستیک‌های فرسوده ماشین که برش داده می‌شد برای استفاده عشایر رونق پیدا کرد ولی به علت گرم بودن کف آن بافت این گیوه با این زیره کم‌کم از رونق افتاد و بیشترین استفاده آن در فصل زمستان و درمناطق روستایی است.
گیوه رویه ابریشمی؛ بیش از ۵۰ سال است که در شهر کرمانشاه معمول شده و در کنار نان برنجی جزء سوغاتی‌های کرمانشاه محسوب می‌شود، رویه آن از نخ ابریشمی الوان تهیه می‌شود و در حال حاضر به علت عدم ورود نخ ابریشم از خارج از کشور و هزینه بالای تهیه آن ویسکوز، پرلون و نخ پلاستیکی جایگزین شده، این نوع گیوه به عنوان کفش خانگی و بیشتر زنانه است. نقش‌های معروف آن ترمه، برگ بیدی، زربافت، توت فرنگی، پرچمی، نوری، پروانه، کوزه‌ای می‌باشد، رویه آن توسط قلاب بر روی کفه بافته می‌شود.

### گیوه ملکی و اجزای آن
از انواع گیوه‌ها گیوه ملکی است که هنوز در شهر زرقان تولید می‌شود و نیز گفته می‌شود تا همین سال‌های اخیر در روستای زفره تولید می‌شده است.
گیوه ملکی از سه قسمت تشکیل شده است:
1. رویه گیوه: بافتنی ای که از پنبه تهیه می‌شود که بسیار مستحکم و زیباست چون مواد اولیه بافت آن پنبه می‌باشد لذا دارای طبیعتی خنک و نرم است رنگ این بافتنی همیشه سفید بوده است.
2. کناره یا حاشیه گیوه: این قسمت که بین رویه و کف گیوه قرار دارد و این دو را به هم محکم پیوند می‌دهد از جنس چرم ضخیم ساخته می‌شود. چرم گیوه از پوست حیوانات گوناگونی مانند گاو، گاومیش، و شتر و دیگر حیواناتی که دارای پوست ضخیم و محکم می‌باشد تهیه می‌شود.
3. تخت یا کف گیوه: تخت گیوه به قسمت زیرین آن که با زمین تماس دارداطلاق می‌شود. تخت گیوه که همان کف گیوه محسوب می‌شود از پارچه‌های محکم و به هم تنیده شده ساخته می‌شوند و از استقامت بالایی برخوردار است. رنگ تخت یا کف گیوه عمدتاً سیاه یا بنفش است گیوه‌های با این مشخصات به گیوه‌های ملکی شهرت دارند. به علت گرانی گیوه‌های ملکی، گیوه‌ها ی دیگری با کف لاستیکی هم ساخته می‌شوند که ارزش و اصالت تاریخی ندارند. نکته جالب در خلق گیوه ملکی این است که این نوع کفش شبیه هم ساخته شده و چپ و راست ندارد.